# Giancarlo Morbidelli
Pour les articles homonymes, voir Morbidelli (homonymie).
Giancarlo Morbidelli est un industriel italien né le 18 octobre 1934 à Pesaro et mort à Fano le 10 février 2020.
Il fonda la marque de moto Morbidelli.

## Biographie
Giancarlo Morbidelli est né en 1938 dans une modeste famille de paysans à Pesaro. Il est l'aîné de la famille et mène de brillantes études ce qui l'amène à fréquenter l'école technique pour devenir ingénieur. À la fin de ses études il travaille à l'usine avant d'ouvrir sa propre usine de machines-outils. À la fin des années 1960 son usine est devenue leader en Italie dans le domaine de la machine-outil. Il emploie alors plus de 300 employés dans son usine mais lui qui est féru de moto veut bâtir sa propre moto.
Une occasion va lui permettre de se lancer dans l'industrie de la moto, la naissance de son fils Gianni qui nait en 1968. Au début des années 1970 il décide de lancer une moto de compétition en championnat du monde. Ce sera le déclic car la moto bien née remporte cinq titres mondiaux dans les années 1970. Au début des années 1980 l'usine éprouve un peu plus de difficulté à soutenir la concurrence face aux motos japonaises. Au début des années 1990 il revend son entreprise et décide de bâtir la moto la plus chère au monde qui ne sera produite qu'à un nombre très limité d'exemplaires qui seront vendus aux plus grands musées mondiaux. En parallèle il soutient la carrière de son fils qui accède à la F1 au début des années 1990. Il a toujours soutenu son fils allant jusqu'à l'aider à préparer ses kartings et en fabriquant un moteur pour la Formule 2 au début des années 1980.
Au début des années 1990, il a abandonné son industrie pour se consacrer à ses projets et construit une série de huit cylindres en « V » de 850 cm3 unique sur la scène mondiale de la moto qui est successivement exposée dans les musées Guggenheim de New York, Bilbao et Las Vegas. En 1999, il ouvre un musée à Pesaro d'une superficie d'environ 3 000 mètres carrés et une exposition d'environ 350 motos, construites entre les années 1910 et 1990.
Faute de repreneur, le musée est fermé par la famille et le 31 juillet 2019 une partie de la collection a fini à Londres  
dans les mains de Bonhams, une maison de vente aux enchères spécialisée, tandis qu'une autre se trouve à Pesaro, avec une procédure de récupération par l'État, en cours.
Giancarlo Morbidelli est mort à l'hôpital de Fano le 10 février 2020 à l'âge de 85 ans.

### Famille
Son fils Gianni est pilote automobile.